# Štilac
Štilac je tip drvenog motornog jedrenjaka. 

## Tip broda
Štilac je originalni hrvatski jedrenjak novijeg doba, spominje se tek početkom 19. stoljeća. Iako naziv "štilac" ima više značenja, u primorskom puku pridaje mu se značenje "dobro štelane" brodice.
Duljina trupa ovakvih brodova obično se kretala od 15 do 17 m. Taj je tip jedrenjaka služio uglavnom za prijevoz tereta, kao salbunjer (vađenje i prijevoz morskog pijeska) i prijevoz putnika. Ima jedan jarbol na kojega se razapinjalo oglavno, a kasnije sošno jedro. Na kratkom kosniku razapinjao se jedan do dva floka. Danas ovih brodova ima još priličan broj na Jadranu, ali sada svi imaju ugrađene motore.

## Povijest
Motorni jedrenjak "Otac Roko" izgrađen je 1939. godine u mjestu Slatine pokraj Trogira. Konstruiran je kao dvojarbolni jedrenjak za prijevoz bačvi s vinom, pod imenom "Sveti Josip" Komiža za obitelj Andrijolić. Prvih je desetak godina plovio samo snagom vjetra - prvi je motor ugrađen tek početkom 50-tih godina.
Tijekom II. svjetskog rata mijenjao je zastave na svojem jarbolu - od 1941. do 1943. plovio je pod talijanskom, a 1943. i 1944. pod njemačkom zastavom. Pred kraj rata preuzimaju ga partizani te služi za opskrbu partizanskih jedinica kod Trsta za vrijeme Zone A i Zone B.
Tadašnja vlast mijenja mu ime iz političkih razloga izvorno ime "Sveti Josip" u "Otac Roko". Izbor novog imena pokazuje poštovanje prema prvotnim vlasnicima jer je Roko bio jedan od braće Andrijolić. Šezdesetih godina braća Andrijolić otkupljuju brod i nastavljaju raditi. Brod je služio za snadbijevanje otoka prevozeći proizvode s otoka na tržnice gradova na obali i obrnuto.
Godine 1999. brod je rekonstruiran u potpunosti za prijevoz turista na jednodnevne izlete, a današnji vlasnik Alan Depikolzvane otkupljuje ga 2003. godine od Alena Franina iz Zadra, nećaka originalnih vlasnika Andrijolić. Od tada se nalazi u gradu Krku i vozi turiste na atraktivne jednodnevne izlete do obližnjih otoka i otočića. Registriran je za prijevoz 60 putnika. Posjeduje sve potrebne certifikate i dozvole Hrvatskog registra brodova.

### Oprema
Brod pokreće motor snage 200 KS sa 6 cilindara koji mu omogućava postizanje brzine od 9 čvorova. Ima navigacijsku opremu (radar, dubinomjer), 2 WC-a: muški-ženski, kuhinju, bar s rashladnim uređajem, natkrivenu palubu sa stolovima i klupama za objedovanje, sunčanu palubu.

## Vanjske poveznice
- Službene web stranice - turistička prezentacija
- Štilac Hrvatska tehnička enciklopedija, portal hrvatske tehničke baštine. LZMK